# Fawley (Hampshire)
Fawley è un villaggio dell'Inghilterra situato nella contea dell'Hampshire, nella regione del Sud Est. È situato a circa 11 km dalla città di Southampton.

## Località
Fawley è sede dell'omonima raffineria, proprietà di ExxonMobil, e di una centrale elettrica, dismessa nel 2013, poco distante dal centro abitato.
L'origine del nome Fawley non è certa. Potrebbe significare "radura per il maggese" oppure "radura con terreno per seminativi".
Nel Domesday Book del 1086 Fawley è elencata tra i villaggi posseduti dal vescovo di Winchester, per supportare i monaci locali. Si pensa che ci sia uno stretto collegamento tra il maniero di Fawley e quello di Bitterne, anch'esso posseduto dai vescovi di Winchester. La chiesa attuale venne costruita tra il 1170 e il 1340 ed è tuttora la principale parrocchia anche per le località vicine. Nel 1546 il maniero di Fawley passò sotto la proprietà della famiglia di John Skullard e vi rimase fino al 1681. A seguito di ciò, il maniero fu sotto il controllo di varie famiglie del posto.
Nel 1921 la Atlantic Gulf and West Indies Company fece costruire una raffineria di petrolio poco distante dal centro abitato, facendo trasformare così una rurale ed arretrata popolazione agricola in un florido centro industriale con 14 500 abitanti. Nel 1951, lo stabilimento venne ricostruita ed ampliata. Proprietà di ExxonMobil, la raffineria di petrolio è la più grande di tutto il Regno Unito, con una capacità di 330 000 barili al giorno.